# Rayma Suprani
Rayma Suprani   (Caracas, 22 d'abril de 1969) és una caricaturista veneçolana que va ser expulsada del diari El Universal el 2014 per fer una caricatura satiritzant al president Hugo Chávez. Mentre que oficialistes l'han criticat per la seva oposició al govern, altres han aclamat la seva «particular capacitat d'observació» i la seva «fina intel·ligència». El crític Alfonso Molina va aclamar el seu treball escrivint «el treball de Rayma Suprani a El Universal uneix intel·ligència, sensibilitat i talent per expressar la nostra vida com a país a través de vinyetes molt agudes que no pretenen fer-nos riure sinó posar-nos a pensar. Periodista i caricaturista, assoleix comunicar les seves idees d'una manera molt personal però sempre amb un sentit col·lectiu».

## Infància i educació
Suprani va començar a dibuixar en l'adolescència i es va formar per diversos anys al taller de Pedro Centeno Vallenilla. Quan va començar a estudiar periodisme va deixar la pintura per un llarg temps. Es va graduar a la Universitat Central de Veneçuela.

## Carrera
Es va iniciar molt jove treballant a diari Economia Hoy, i després d'estar a El Diario de Caracas va formar part de El Universal com a caricaturista principal per 19 anys. Les caricatures de Rayma han «estat rebutjades com racistes i classistes per nombrosos oficialistes» i «sovint mostren als chavistes semblants a goril·les amb franel·les vermelles, encadenats al seu partit polític amb grillons».

### Exhibició d'art
El 2012 va realitzar la seva primera exposició individual, Frente al espejo (Davant el mirall), la qual va ser exhibida a la Galeria D'Museu del Centre d'Art Los Galpones. Un escriptor de El Universal va notar que va mantenir «el mateix esperit crític que ha caracteritzat als seus dibuixos i caricatures des dels seus inicis. Mordaç, a estones. Irònic, altres vegades. Corrosiu, gairebé sempre». El crític Alfonso Molina va indicar: «És una altra Rayma Suprani. Però és la mateixa», i que era «una manifestació de vigor i audàcia que em va entusiasmar, em va mostrar un altre camí d'una mateixa creadora».

### La seva expulsió
La seva última caricatura, publicada a El Universal el 17 de setembre de 2014, mostrava un electrocardiograma sota el títol «Salut», seguit per la signatura de l'expresident Hugo Chávez, la qual estava unida a un altre electrocardiograma sense batecs sota les paraules «Salut a Veneçuela », combinant dos temes nacionals sensibles: el llegat de Chávez i la gestió de govern del sistema de salut. Hores després de la publicació de la caricatura, Rayma va ser acomiadada. Ella va piular al Twitter: «Avui se'm notifica meu acomiadament de El Universal per aquesta caricatura i per la meva postura incòmoda davant la denúncia gràfica».
The Guardian va assenyalar que El Universal recentment havia estat venuda a «una companyia espanyola poc coneguda anomenada Epalistica, la qual, empleats del diari asseguren que és un front d'un grup d'inversors oficialistes», i que des de l'adquisició, el diari va canviar d'una postura opositora a una postura més amigable cap al govern, resultant en l'acomiadament o la renúncia de diversos columnistes. Rayma va dir en una entrevista amb la cadena Unionradio que «el govern ha anat comprant els mitjans que no pot silenciar», fent referència al que ha passat amb altres mitjans com Globovisión i els diaris de Cadena Capriles. Després que conèixer el seu acomiadament, Henrique Capriles i altres líders opositors van respondre piulant al Twitter el seu respecte per ella. Capriles va escriure: «talent és el que et sobra i l'admiració de milers, del que no tenen els que avui estan en el poder. Una abraçada!».
Suprani va ser convidada com a oradora a l'Oslo Freedom Forum el maig de 2015.